# NK Kras
Nogometni klub Kras Repen, krajše N.K. Kras A.S.D., je nogometno društvo iz okolice Repentabra, na Tržaškem Krasu. Svoje tekme igrajo na nogometnem igrišču Repen.

## Trenutna postava
| Št. | Država    | Položaj | Igralec             |
| --- | --------- | ------- | ------------------- |
|     | Italija   | GK      | Luca Budicin        |
|     | Italija   | GK      | Luca D'Agnolo       |
|     | Italija   | GK      | Dalibor Karan       |
|     | Slovenija | DF      | Aleksandar Boskovic |
|     | Slovenija | DF      | Rok Božič           |
|     | Italija   | DF      | Simone Castellano   |
|     | Slovenija | DF      | Miroslav Cvijanovic |
|     | Slovenija | DF      | Sebastjan Komel     |
|     | Italija   | DF      | Stefano Simeoni     |
|     | Slovenija | DF      | Matic Slavec        |
|     | Italija   | DF      | Luca Fross          |
|     | Slovenija | DF      | Anton Žlogar        |

| Št. |           | Položaj | Igralec                |
| --- | --------- | ------- | ---------------------- |
|     | Italija   | MF      | Ulpiano Mattia Capalbo |
|     | Slovenija | MF      | Milan Grujic           |
|     | Slovenija | MF      | Sasa Gulic             |
|     | Slovenija | MF      | Saša Ranić             |
|     | Slovenija | MF      | Luka Spetic            |
|     | Maroko    | MF      | Marouane Tawgui        |
|     | Italija   | FW      | Alessio Corvaglia      |
|     | Slovenija | FW      | Patrik Bordon          |
|     | Slovenija | FW      | Radenko Kneževič       |
|     | Italija   | FW      | Andrea Maio            |
|     | Italija   | FW      | Gabriele Petracci      |
|     | Slovenija | FW      | Ivan Kocman            |

## Zgodovina
Kras je bila ustanovljena leta 1986, na podlagi Olimpija kluba, od Gabrovcem, ki je igral v Terza categoria italijanskega nogometa. Olimpija je nato postala Circolo Sportivo Kras v Zgoniku, in leta 1986 je uradno postala Football Club Kras. V dveh sezonah, ki se začne v letih 2004-05, so napredovali od seconda categoria na ravni Promozione, kje v 2006- 07 sezono so končali na četrtem mestu.
V letih 2007-08 je bil klub trenerja nekdanje Sovjetske zveze in Belorusija mednarodna igralca Sergej Aleinikov. Stik je bila zaradi Koimpex delu s podjetji v Belorusiji.